# ريوما تاناكا
ريوما تاناكا (باليابانية: 田中龍馬)، من مواليد 28 ديسمبر 2001، وهو لاعب جودو ياباني، اشتهر تاناكا بحصوله على 8 ميداليات ملونة، ومنها 4 ميداليات ذهبية، وكان أحد اللاعبين الذين حققوا الميدالية الذهبية دورة الألعاب الآسيوية 2022، والتي استضافتها مدينة هانغتشو الصينية.